# Yska Minks
Yska Minks es un deportista neerlandés que compitió en vela en la clase Soling. Ganó una medalla de bronce en el Campeonato Europeo de Soling de 1990.

## Palmarés internacional
| \| Campeonato Europeo \| Campeonato Europeo \| Campeonato Europeo \| Campeonato Europeo \| \| Año \| Lugar \| Medalla \| Clase \| \| ------------------ \| ------------------ \| ------------------ \| ------------------ \| \| 1990 \| Prien (RFA) \| Medalla de bronce \| Soling \| |             |                   |        |
| Campeonato Europeo |             |                   |        |
| Año | Lugar       | Medalla           | Clase  |
| 1990 | Prien (RFA) | Medalla de bronce | Soling |